# Menaethius
Menaethius is een geslacht van kreeftachtigen uit de klasse van de Malacostraca (hogere kreeftachtigen).

## Soorten
- Menaethius monoceros (Latreille, 1825)
- Menaethius orientalis (Sakai, 1969)